# 9 mars 1995
Le jeudi 9 mars 1995 est le 68e jour de l'année 1995.

## Naissances
- Ángel Correa, footballeur argentin
- Ambre Rochard, actrice française et chanteuse
- Baptiste Santamaria, footballeur français
- Charlotte Caslick, joueuse australienne de rugby à XV, à sept et à XIII
- Cierra Ramirez, actrice américaine
- Cristian Arango, footballeur colombien
- Deni Milošević, footballeur bosnien
- Emiliano Marcondes, footballeur danois
- Germán Chaves (mort le 4 juin 2023), coureur cycliste colombien
- Gunta Latiševa-Čudare, athlète lettone
- Guo Yihan, short-trackeuse chinoise
- Jérémy Gagnon-Laparé, athlète canadien
- Momoko Katō, joueuse de shogi
- Monique Riley, mannequin et actrice australienne
- Rumi Katō, artiste
- Toma'akino Taufa, joueur tongien de rugby à XV
- Vladislav Galyanov, cycliste ouzbek

## Décès
- Antonia Eiriz (née le 1er avril 1929), peintre cubaine
- Edward Bernays (né le 22 novembre 1891), conseiller en relations publiques, pionnier du marketing
- Ricardo Mañé (né le 14 janvier 1948), mathématicien uruguayen
- Yisrael Galil (né le 23 octobre 1923), ingénieur israélien

## Événements
- Découverte de la comète (32921) 1995 EV
- Début des championnats du monde de ski nordique 1995
- Début de la Guerre du flétan
- Meurtre de Scott Amedure
- Résolution 979 du Conseil de sécurité des Nations unies
- Création de la communauté de communes du Châtillonnais
- Création de la Verwaltungsgemeinschaft Ranis-Ziegenrück